# Fonte da Via Cesare Baronio

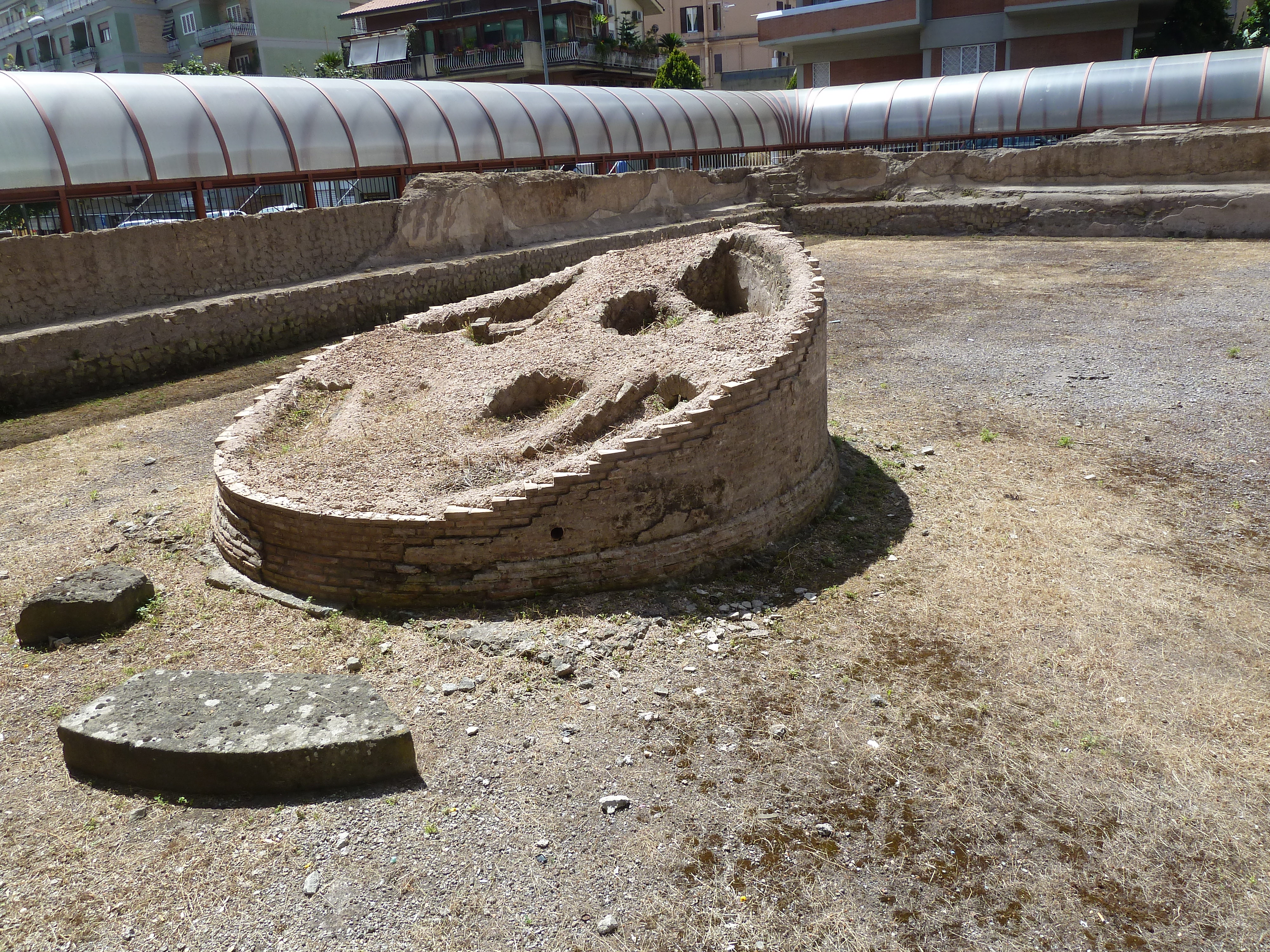
Vista do local.

Fonte ou Piscina da Via Cesare Baronio é uma antiga fonte romana localizada na Via Cesare Baronio, no quartiere Appio-Latino de Roma.

## História
Em 1980, depois da remoção de um aterro no nível da rua, foi descoberta uma grande piscina retangular em cujos muros perimetrais está afixado um grande banco contínuo. No centro da piscina, uma fonte de forma cônico-helicoidal jorrava água em uma série de pequenos tanques postos em alturas diversas e comunicantes entre si, o que criava o efeito de uma pequena cascata. A estrutura parece ser um natatio (uma "piscina"): os frequentadores podiam se sentar nos bancos mergulhados na água. Em uma fase posterior, a piscina foi transformada num aquário com a inserção de pequenos tubos destinados aos viveiros dos peixes.
A piscina provavelmente fazia parte originalmente de um jardim de uma villa.